# Distretto di Khost wa Fereng
Il distretto di Khost wa Fereng è un distretto dell'Afghanistan appartenente alla provincia di Baghlan. Viene stimata una popolazione di 31 835 abitanti (stima 2016-17).